# Delray Beach International Tennis Championships 2000 - Qualificazioni doppio
Le qualificazioni del doppio  del Delray Beach International Tennis Championships 2000 sono state un torneo di tennis preliminare per accedere alla fase finale della manifestazione. I vincitori dell'ultimo turno sono entrati di diritto nel tabellone principale. In caso di ritiro di uno o più giocatori aventi diritto a questi sono subentrati i lucky loser, ossia i giocatori che hanno perso nell'ultimo turno ma che avevano una classifica più alta rispetto agli altri partecipanti che avevano comunque perso nel turno finale.
Le qualificazioni del doppio del torneo Delray Beach International Tennis Championships 2000 prevedevano 4 coppie partecipanti di cui una è entrata nel tabellone principale.

## Teste di serie
1. Brandon Coupe /  Jack Waite (primo turno)

1. Marcos Ondruska /  Michael Tebbutt (ultimo turno)

## Qualificati
1. Paul Goldstein  /   Michael Sell

## Tabellone

### Legenda
| - Q = Qualificato - WC = Wild card - LL = Lucky loser | - ALT = Alternate - SE = Special Exempt - PR = Protected Ranking | - w/o = Walkover - r = Ritirato - d = Squalificato |

|  | Primo turno | Primo turno                     | Primo turno                 | Primo turno | Primo turno |  |  | Ultimo turno | Ultimo turno                    | Ultimo turno                    | Ultimo turno | Ultimo turno |  |
|  |             |                                 |                             |             |             |  |  |              |                                 |                                 |              |              |  |
|  |             | Paul Goldstein Michael Sell     | Paul Goldstein Michael Sell | 6           | 6           |  |  |              |                                 |                                 |              |              |  |
|  | 1           | Brandon Coupe Jack Waite        | Brandon Coupe Jack Waite    | 4           | 2           |  |  |              | Paul Goldstein Michael Sell     | Paul Goldstein Michael Sell     | 6            | 6            |  |
|  | 2           | Marcos Ondruska Michael Tebbutt | 5                           | 6           | 6           |  |  | 2            | Marcos Ondruska Michael Tebbutt | Marcos Ondruska Michael Tebbutt | 4            | 3            |  |
|  |             | Andrea Gaudenzi Markus Hipfl    | 7                           | 2           | 3           |  |  |              |                                 |                                 |              |              |  |